# Szermierka na Letnich Igrzyskach Olimpijskich 2012 – kwalifikacje

## Podsumowanie kwalifikacji
| Kraj              | Mężczyźni     | Mężczyźni     | Mężczyźni     | Mężczyźni | Mężczyźni | Kobiety       | Kobiety       | Kobiety       | Kobiety   | Kobiety   | Razem |
| Kraj              | Indywidualnie | Indywidualnie | Indywidualnie | Drużynowo | Drużynowo | Indywidualnie | Indywidualnie | Indywidualnie | Drużynowo | Drużynowo | Razem |
| Kraj              | Szpada        | Floret        | Szabla        | Floret    | Szabla    | Szpada        | Floret        | Szabla        | Szpada    | Floret    | Razem |
| ----------------- | ------------- | ------------- | ------------- | --------- | --------- | ------------- | ------------- | ------------- | --------- | --------- | ----- |
| Algieria          |               |               |               |           |           |               | 1             | 1             |           |           | 2     |
| Austria           |               | 1             |               |           |           |               |               |               |           |           | 1     |
| Argentyna         |               |               |               |           |           |               |               | 1             |           |           | 1     |
| Białoruś          |               |               | 3             |           | X         |               |               |               |           |           | 3     |
| Brazylia          | 1             |               | 1             |           |           |               |               |               |           |           | 2     |
| Chile             | 1             |               |               |           |           | 1             |               |               |           |           | 2     |
| Chiny             | 1             | 3             | 3             | X         | X         | 3             | 1             | 2             | X         |           | 13    |
| Chińskie Tajpej   |               |               |               |           |           | 1             |               |               |           |           | 1     |
| Chorwacja         |               | 1             |               |           |           |               |               |               |           |           | 1     |
| Egipt             | 1             | 3             | 1             | X         |           | 1             | 3             | 1             |           | X         | 10    |
| Estonia           | 1             |               |               |           |           |               |               |               |           |           | 1     |
| Francja           | 2             | 3             | 1             | X         |           |               | 3             | 1             |           | X         | 10    |
| Grecja            |               |               |               |           |           |               |               | 1             |           |           | 1     |
| Holandia          | 1             |               |               |           |           |               |               |               |           |           | 1     |
| Hongkong          | 1             | 1             | 1             |           |           | 1             | 1             | 1             |           |           | 6     |
| Indonezja         |               |               |               |           |           |               |               | 1             |           |           | 1     |
| Iran              |               |               | 1             |           |           |               |               |               |           |           | 1     |
| Japonia           |               | 3             |               | X         |           | 1             | 3             | 1             |           | X         | 8     |
| Kanada            |               | 1             | 1             |           |           | 1             | 1             | 1             |           |           | 5     |
| Kazachstan        | 2             |               |               |           |           |               |               | 1             |           |           | 3     |
| Kolumbia          |               |               |               |           |           |               | 1             |               |           |           | 1     |
| Korea Południowa  | 2             | 1             | 3             |           | X         | 3             | 3             | 2             | X         | X         | 14    |
| Liban             |               | 1             |               |           |           |               | 1             |               |           |           | 2     |
| Malezja           |               |               | 1             |           |           |               |               |               |           |           | 1     |
| Maroko            | 1             | 1             |               |           |           |               |               |               |           |           | 2     |
| Meksyk            |               | 1             |               |           |           |               |               |               |           |           | 1     |
| Niemcy            | 1             | 3             | 3             | X         | X         | 3             | 1             |               | X         |           | 11    |
| Norwegia          | 1             |               |               |           |           |               |               |               |           |           | 1     |
| Polska            | 1             |               | 1             |           |           | 1             | 3             | 1             |           | X         | 7     |
| Rosja             | 1             | 3             | 3             | X         | X         | 3             | 3             | 2             | X         | X         | 15    |
| Rumunia           |               | 1             | 3             |           | X         | 3             |               |               | X         |           | 7     |
| Senegal           | 1             |               |               |           |           |               |               |               |           |           | 1     |
| Stany Zjednoczone | 2             | 3             | 3             | X         | X         | 3             | 3             | 2             | X         | X         | 16    |
| Szwajcaria        | 2             |               |               |           |           | 1             |               |               |           |           | 3     |
| Tunezja           |               | 1             | 1             |           |           | 1             | 1             | 2             |           |           | 6     |
| Ukraina           | 1             |               | 1             |           |           | 3             |               | 1             | X         |           | 6     |
| Uzbekistan        | 1             |               |               |           |           |               |               |               |           |           | 1     |
| Wenezuela         | 2             |               | 1             |           |           |               | 1             |               |           |           | 4     |
| Węgry             | 1             |               | 1             |           |           | 1             | 1             |               |           |           | 4     |
| Wielka Brytania   |               | 1             |               |           |           |               |               |               |           |           | 1     |
| Wietnam           | 1             |               |               |           |           |               |               |               |           |           | 1     |
| Włochy            | 1             | 3             | 3             | X         | X         | 3             | 3             | 2             | X         | X         | 15    |
| Razem: 42 kraje   | 30            | 36            | 36            | 8         | 8         | 36            | 36            | 30            | 8         | 8         | 204   |

## Zawody kwalifikacyjne
| Nazwa imprezy                      | Data                  | Miejsce    |
| ---------------------------------- | --------------------- | ---------- |
| Ranking olimpijski                 | 2 kwietnia 2012       | −          |
| Europejski turniej kwalifikacyjny  | 21 − 22 kwietnia 2012 | Bratysława |
| Azjatycki turniej kwalifikacyjny   | 20 − 21 kwietnia 2012 | Wakayama   |
| Amerykański turniej kwalifikacyjny | 20 − 22 kwietnia 2012 | Santiago   |
| Afrykański turniej kwalifikacyjny  | 19 kwietnia 2012      | Casablanca |
| Gospodarz                          | 2 kwietnia 2012       | −          |

## Konkurencje indywidualne

### Mężczyźni

#### Szpada
| Nazwa imprezy                             | Miejsc | Zakwalifikowani |
| ----------------------------------------- | ------ | --- |
| Ranking olimpijski (pierwsza "12")        | 12     | Paolo Pizzo Fabian Kauter Bas Verwijlen Park Kyoung-doo Nikolai Novosjolov Gauthier Grumier Max Heinzer Soren Thompon Géza Imre Elmir Alimażanow Silvio Fernandez Jung Jin-sun |
| Najlepsza "2" z Afryki spoza "12"         | 2      | Alexandre Bouzaid Ayman Mohamed Fayez |
| Najlepsza "2" z Ameryk spoza "12"         | 2      | Rubén Limardo Weston Kelsey |
| Najlepsza "2" z Azji i Oceanii spoza "12" | 2      | Li Guojie Dmitrij Aleksanin |
| Najlepsza "2" z Europy spoza "12"         | 2      | Yannick Borel Jörg Fiedler |
| Europejski turniej kwalifikacyjny         | 4      | Dmitrij Karuczenko Radosław Zawrotniak Bartosz Piasecki Pawieł Suchow |
| Azjatycki turniej kwalifikacyjny          | 3      | Ruslan Kudayev Nguyễn Tiến Nhật Ka Ming Leung |
| Amerykański turniej kwalifikacyjny        | 2      | Paris Inostroza Athos Schwantes |
| Afrykański turniej kwalifikacyjny         | 1      | Abdelkarim El Haouari |
| Gospodarz                                 | ?      | |
| Razem                                     | 30     | |

#### Floret
| Nazwa imprezy                                    | Miejsc | Zakwalifikowani                      |
| ------------------------------------------------ | ------ | ------------------------------------ |
| Członkowie zakwalifikowanych drużyn              | 24     |                                      |
| Najlepszy z Afryki z rankingu indywidualnego     | 1      | Mohamed Smandi                       |
| Najlepsza "2" z Ameryk z rankingu indywidualnego | 2      | Daniel Gomez Etienne Lalonde Turbide |
| Najlepsza "2" z Azji z rankingu indywidualnego   | 2      | Choi Byung-chul Edward Nicholas Choi |
| Najlepsza "2" z Europy z rankingu indywidualnego | 2      | Roland Schlosser Richard Kruse       |
| Europejski turniej kwalifikacyjny                | 2      | Bojan Jovanović Radu Daraban         |
| Azjatycki turniej kwalifikacyjny                 | 1      | Zain Shaito                          |
| Amerykański turniej kwalifikacyjny               | 1      | Guilherme Toldo                      |
| Afrykański turniej kwalifikacyjny                | 1      | Ali Xavier                           |
| Gospodarz                                        | ?      |                                      |
| Razem                                            | 36     |                                      |

#### Szabla
| Nazwa imprezy                                    | Miejsc | Zakwalifikowani                |
| ------------------------------------------------ | ------ | ------------------------------ |
| Członkowie zakwalifikowanych drużyn              | 24     |                                |
| Najlepsza z Afryki z rankingu indywidualnego     | 1      | Hichem Smandi                  |
| Najlepsza "2" z Ameryk z rankingu indywidualnego | 2      | Renzo Agresta Philippe Beaurdy |
| Najlepsza "2" z Azji z rankingu indywidualnego   | 2      | Chung Hin Lam Yu Peng Kean     |
| Najlepsza "2" z Europy z rankingu indywidualnego | 2      | Áron Szilágyi Boladé Apithy    |
| Europejski turniej kwalifikacyjny                | 2      | Adam Skrodzki Dmytro Bojko     |
| Azjatycki turniej kwalifikacyjny                 | 1      | Mojtara Abedini Shormasti      |
| Amerykański turniej kwalifikacyjny               | 1      | Hernan Jansen                  |
| Afrykański turniej kwalifikacyjny                | 1      | Ghay Mannad                    |
| Gospodarz                                        | ?      |                                |
| Razem                                            | 36     |                                |

### Kobiety

#### Szpada
| Nazwa imprezy                                    | Miejsc | Zakwalifikowani                         |
| ------------------------------------------------ | ------ | --------------------------------------- |
| Członkinie zakwalifikowanych drużyn              | 24     |                                         |
| Najlepsza z Afryki z rankingu indywidualnego     | 1      | Sarra Besbes                            |
| Najlepsza "2" z Ameryk z rankingu indywidualnego | 2      | Sherraine Schalm Caterin Bravo Aranguiz |
| Najlepsza "2" z Azji z rankingu indywidualnego   | 2      | Ling Chui Yeung Hsu Jo-ting             |
| Najlepsza "2" z Europy z rankingu indywidualnego | 2      | Tiffany Geroudet Magdalena Piekarska    |
| Europejski turniej kwalifikacyjny                | 2      | Emese Szász Laura Flessel-Colovic       |
| Azjatycki turniej kwalifikacyjny                 | 1      | Nozomi Nakano                           |
| Amerykański turniej kwalifikacyjny               | 1      | Maria Martinez                          |
| Afrykański turniej kwalifikacyjny                | 1      | Mona Abdel Aziz                         |
| Gospodarz                                        | ?      |                                         |
| Razem                                            | 36     |                                         |

#### Floret
| Nazwa imprezy                                    | Miejsc | Zakwalifikowani                      |
| ------------------------------------------------ | ------ | ------------------------------------ |
| Członkinie zakwalifikowanych drużyn              | 24     |                                      |
| Najlepsza z Afryki z rankingu indywidualnego     | 1      | Ines Boubakri                        |
| Najlepsza "2" z Ameryk z rankingu indywidualnego | 2      | Monica Peterso Saskia Loretta Garcia |
| Najlepsza "2" z Azji z rankingu indywidualnego   | 2      | Chen Jinyan Heung Po Lin             |
| Najlepsza "2" z Europy z rankingu indywidualnego | 2      | Aida Mohamed Carolin Golubytskyi     |
| Europejski turniej kwalifikacyjny                | 2      | Natalia Sheppard Olga Leleyko        |
| Azjatycki turniej kwalifikacyjny                 | 1      | Mona Shaito                          |
| Amerykański turniej kwalifikacyjny               | 1      | Johana Beatriz Choles                |
| Afrykański turniej kwalifikacyjny                | 1      | Anissa Khelfaoui                     |
| Gospodarz                                        | ?      |                                      |
| Razem                                            | 36     |                                      |

#### Szabla
| Nazwa imprezy                             | Miejsc | Zakwalifikowani |
| ----------------------------------------- | ------ | --- |
| Ranking olimpijski (pierwsza "12")        | 12     | Mariel Zagunis Sofia Wielikaja Olga Charłan Julia Gawriłowa Min Zhu Kim Ji-Yeon Chen Xiaodong Azza Besbes Vassiliki Vougiouka Irene Vecchi Gioia Marzocca Dagmara Wozniak |
| Najlepsza "2" z Afryki spoza "12"         | 2      | Salma Zien Adele Du Plooy |
| Najlepsza "2" z Ameryk spoza "12"         | 2      | Sandra Sassine Maria Belen Perez Maurice |
| Najlepsza "2" z Azji i Oceanii spoza "12" | 2      | Lee Ra-Jin Seira Nakayama |
| Najlepsza "2" z Europy spoza "12"         | 2      | Aleksandra Socha Léonore Perrus |
| Europejski turniej kwalifikacyjny         | 4      | Sabina Mikina Margarita Tschomakowa Alexandra Bujdoso Bianca Pascu |
| Azjatycki turniej kwalifikacyjny          | 3      | Yuliya Zhivitsa Sin Ying Au Diah Permatasari |
| Amerykański turniej kwalifikacyjny        | 2      | Alejandra Benítez Ursula Gonzalez |
| Afrykański turniej kwalifikacyjny         | 1      | Melissa Lea Moutossam |
| Gospodarz                                 | ?      | |
| Razem                                     | 30     | |

## Konkurencje drużynowe

### Mężczyźni

#### Floret
| Nazwa imprezy                                    | Miejsc | Zakwalifikowani                   |
| ------------------------------------------------ | ------ | --------------------------------- |
| Ranking olimpijski (pierwsza "4")                | 4      | Włochy · Chiny · Niemcy · Francja |
| Najlepsza drużyna z Afryki z miejsc 5−16         | 1      | Egipt                             |
| Najlepsza drużyna z Ameryk z miejsc 5−16         | 1      | Stany Zjednoczone                 |
| Najlepsza drużyna z Azji i Oceanii z miejsc 5−16 | 1      | Japonia                           |
| Najlepsza drużyna z Europy z miejsc 5−16         | 1      | Rosja                             |
| Gospodarz                                        | 1      | Wielka Brytania                   |
| Razem                                            | 8/9    |                                   |

#### Szabla
| Nazwa imprezy                                    | Miejsc | Zakwalifikowani                    |
| ------------------------------------------------ | ------ | ---------------------------------- |
| Ranking olimpijski (pierwsza "4")                | 4      | Rosja · Niemcy · Włochy · Białoruś |
| Najlepsza drużyna z Afryki z miejsc 5−16         | 1      | −                                  |
| Najlepsza drużyna z Ameryk z miejsc 5−16         | 1      | Stany Zjednoczone                  |
| Najlepsza drużyna z Azji i Oceanii z miejsc 5−16 | 1      | Chiny                              |
| Najlepsza drużyna z Europy z miejsc 5−16         | 1      | Rumunia                            |
| Dodatkowe miejsce                                | 1      | Korea Południowa                   |
| Gospodarz                                        | 1      | Wielka Brytania                    |
| Razem                                            | 8/9    |                                    |

### Kobiety

#### Floret
| Nazwa imprezy                                    | Miejsc | Zakwalifikowani                            |
| ------------------------------------------------ | ------ | ------------------------------------------ |
| Ranking olimpijski (pierwsza "4")                | 4      | Włochy · Rosja · Korea Południowa · Polska |
| Najlepsza drużyna z Afryki z miejsc 5−16         | 1      | Egipt                                      |
| Najlepsza drużyna z Ameryk z miejsc 5−16         | 1      | Stany Zjednoczone                          |
| Najlepsza drużyna z Azji i Oceanii z miejsc 5−16 | 1      | Japonia                                    |
| Najlepsza drużyna z Europy z miejsc 5−16         | 1      | Francja                                    |
| Gospodarz                                        | 1      | Wielka Brytania                            |
| Razem                                            | 8/9    |                                            |

#### Szpada
| Nazwa imprezy                                    | Miejsc | Zakwalifikowani                  |
| ------------------------------------------------ | ------ | -------------------------------- |
| Ranking olimpijski (pierwsza "4")                | 4      | Rumunia · Chiny · Rosja · Włochy |
| Najlepsza drużyna z Afryki z miejsc 5−16         | 1      | −                                |
| Najlepsza drużyna z Ameryk z miejsc 5−16         | 1      | Stany Zjednoczone                |
| Najlepsza drużyna z Azji i Oceanii z miejsc 5−16 | 1      | Korea Południowa                 |
| Najlepsza drużyna z Europy z miejsc 5−16         | 1      | Ukraina                          |
| Dodatkowe miejsce                                | 1      | Niemcy                           |
| Gospodarz                                        | 1      | Wielka Brytania                  |
| Razem                                            | 8/9    |                                  |